# Иков, Константин Николаевич
Константин Николаевич Иков (11 [23] февраля 1859, Москва — 14 [26] июля 1895, Москва) ― русский зоолог, антрополог, один из основателей российской антропологии, популяризатор естественных наук, секретарь Антропологического отдела (1881―1883) Императорского общества любителей естествознания, антропологии и этнографии.

## Биография
Родился в Москве. Отец ― Николай Петрович Иков, лекарь, помощник смотрителя и член совета Странноприимного дома Шереметева (ныне Ин-т Склифосовского), ― умер в 1875 году от чахотки, когда юноше было 14 лет. Мать — Зинаида Николаевна Икова, урождённая Вильговская, умерла в 1880 году. Константин Иков, учась в 1-й Московской гимназии, вынужден был давать уроки. Поступив в 1877 году на естественное отделение физико-математического факультета Московского университета, стал одновременно заниматься в Зоологическом музее у профессора А. П. Богданова, систематизируя краниологические коллекции. Будучи студентом, представлял палеоантропологическую коллекцию на Антропологической выставке 1879 года в Москве. После окончания университета со степенью кандидата преподавал историю в Московском реальном училище И. М. Хайновского. Был избран секретарём Антропологического отдела Императорского общества любителей естествознания, антропологии и этнографии. Из-за болезни (туберкулёз) переехал в Крым, преподавал до весны 1889 года в ялтинской прогимназии. Весной 1889 года переехал в Рязань, работал статистиком в губернском земстве. С 1891 года снова в Москве. Преподавал географию в частном женском учебном заведении Л. Ф. Ржевской. Умер 14 июля 1895 года от порока сердца. Похоронен на Ваганьковском кладбище.

## Научная деятельность

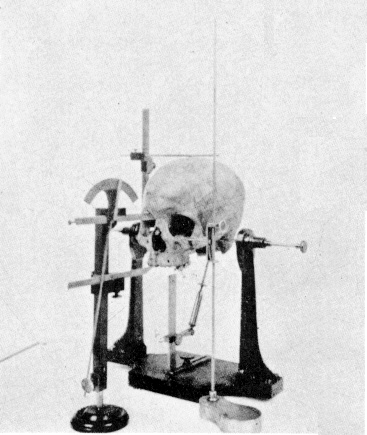
Краниометрия черепа, 1902 год

Результатом работы Икова в Музее антропологии Московского университета стали доклады в Антропологическом обществе
- О типе евреев — на основании изучения коллекции еврейских черепов, привезённых военным врачом В. Н. Радаковым в 1878 году из Болгарии и хранящейся в Антропологическом музее, а также результатов собственных измерений живых евреев.
- По измерениям Икова, форма головы у евреев большею частью брахицефальная, долихоцефалия встречается только у 5-8 %, несколько чаще — у галицких и литовских евреев (16-19 %).
- О типе караимов — на основании изучения черепов, добытых в Крыму К. С. Мережковским и переданных им в музей Санкт-Петербургского университета, а также данных измерений современного населения, произведенных К. С. Мережковским
- О типе черепа старомосковского населения — на основании исследования краниологической коллекции Антропологического музея

Находясь в должности секретаря Антропологического отдела, Иков написал инструкцию антропологического исследования населения Российской империи. В ней давался принцип классификации цвета глаз и волос, таблицы антропометрических измерений. Интересна инструкция антропологических измерений, выработанная Иковым для российских врачей в 1882 году. Предполагалось измерять не только черепа, но практически всё. По инициативе Икова Антропологический отдел обратился к штабам военных округов и воинским присутствиям с просьбой присылать сведения о призывниках: рост, вес, цвет глаз, длина носа и пр. К 1886 году собралось более 600 тысяч данных, отдел создал специальную комиссию для их обработки.
Большое значение Иков придавал кефалометрии ― системе измерений головы человека антропологическими инструментами. По просьбе доктора Е. А. Покровского он просмотрел около 2 тысяч черепов, определяя уплощённость и скошенность затылка у азиатов. На основании классификации Икова деформаций детского черепа, Е. А. Покровский опубликовал реферат «Влияние колыбели на деформацию черепа».
Живя в Ялте, занимался антропологическими измерениями крымских татар. В 1880 году им исследованы 30 караимских черепов из раскопок К. С. Мережковского близ Чуфут-Кале. В результате исследований он пришёл к выводу, что караимы есть брахицефалы и не являются семитами.
Живя в Рязани, Иков по поручению губернской учёной Археологической комиссии произвёл раскопки старого захоронения села Кузьминское, выкопав 50 черепов и исследовав их.
В 1883 году «Бюллетень Парижского антропологического общества» опубликовал его статью «Sur la classification de la couleur des yeux et des cheveux», после чего Икову было присвоено члена-корреспондента этого Общества. В 1884 году в немецком «Archiv fűr Anthropologie» появилась его статья: «Neue Beiträge zur Anthropologie der Juden» о результатах его исследований евреев и караимов. В 1884―1889 гг. Иков регулярно публиковал рецензии и сообщения о русских работах по антропологии во французском журнале «Revue d’Anthropo logie».
Большая работа К. Икова по антропологии трёх славянских народностей, так же как и труд об изменении формы черепа с возрастом, остались незаконченными и неопубликованными. Его коллега академик Д. Н. Анучин отмечал: «Если бы условия жизни Константина Икова были более благоприятны, то, при его любви к антропологии, он мог бы заявить себя многими ценными трудами в этой области, но и то, что им сделано, в свободное, так сказать, от других занятий время, заставляет относиться с почтением к его трудам, как это было признано и иностранными антропологами, избравшими его в члены Парижского и Итальянского антропологических Обществ».
Профессор А. П. Богданов на заседаниях Общества естествознания неоднократно обращал внимание участников на западные губернии империи, считая их крайне интересными для антропологов из-за смешения различных народностей. В 1886 году Общество направило в Белоруссию антропологическую экспедицию из К. Икова и Н. А. Янчука.
Тогдашние исследования русских антропологов в первую очередь заключались в изучении физического облика населения в связи с их этнической историей. Расовыми признаками считались форма головы, форма лица, цвет радужной оболочки глаз, цвет волос, длина тела. Исследовав сочетания этих данных, делался вывод об этнорасовых особенностях населения. Готовясь к поездке, Иков писал «Мы не имеем абсолютно ни одного факта по отношению к белорусам: ни измерений живых, ни черепов. Общие сведения об их наружности заставляют их причислять к тому же белокурому европейскому типу, как и германцев и древних русских и славян, — причем белорусы, по-видимому, сохранили этот тип лучше других. Таким образом, единственный вопрос, который может быть поставлен по отношению белорусов, следующий: действительно ли белорусы сохранили в значительной чистоте древний арийский белокурый антропологический тип? Решением этого вопроса определится и отношение белорусов к великорусам, малороссам, а также латышам». К. Иков наметил для обследований наиболее, как он считал, белорусские местности ― Слуцкий, Пинский, Игуменский, Мозырский и Борисовский уезды Минской губернии, а также Старо-Быховский и Могилёвский уезды Могилёвской губернии и южную часть Полоцкого уезда с Лепельским Витебской губернии. «Наиболее изолированными являются уезды Пинский, Мозырский и Слуцкий Минской губернии — и их необходимо включить в круг исследования. Но, быть может, особенности климатических и почвенных условий и сама изолированность этих местностей оказали влияние на белорусов, изменившее их первоначальный habitus…?». Но, приехав Белоруссию, Иков понял, что его замыслы нереальны: «План слишком велик, да и основан на незнакомстве с местными условиями. В Белоруссии нет наших (российских) сёл, а поселки, состоящие из нескольких дворов, отстоящих большею частью на значительном расстоянии один от другого; поэтому было почти невозможно получить измерения, переезжая с места на место, — на это потребовалось бы много времени и средств, да и население в рабочую пору большею частью в поле. Кроме того, без участия представителя власти дело оказалось совсем невыполнимым, — а нельзя же было ожидать, чтобы представитель власти нашел возможным затратить ту массу времени, которая
потребовалась бы на переезды». Конечной целью своей работы Иков ставил сравнительное исследование морфологии русских, украинцев и белорусов. В Белоруссии ему удалось измерить и исследовать около 558 человек (290 мужчин, 128 женщин, 140 детей)

Антропологическое изучение, то есть измерение и описание современного населения, дело новое. Тем более затруднений оно должно встречать у нас. Лучшим по своей чистоте антропологическим материалом являются крестьяне. Но человек, знающий отношение наших народных масс ко всему непонятному, легко поймет отношение крестьянства к неизвестному лицу, приехавшему с какими-то непонятными целями: является недоверие и недовольство, сочиняются небылицы, пускаются сплетни… Результаты моей поездки в Беларусь весьма скромны. Главная моя цель была разведочная. Надо заметить, что по антропологии белорусов нет совершенно никаких материалов научного характера. Поэтому я поставил себе основной задачей собрать в нескольких пунктах данные по физической организации белорусов, не останавливаясь на подробностях; я желал также получить сведения о тех внешних факторах, которые могли в течение тысячелетий оказать своё влияние на общие явления организации населения Западного края…
— .
Иков пришёл к выводу, что у большинства белорусов сохранился длинноголовый тип, который ему встречался в курганных раскопках 700-летней давности, и в меньшей степени ― широкоголовый. На этом основании он посчитал, что в этногенезе белорусов участвовали некие другие группы ― скорее всего, балтские. К. Иков пытался связать вопросы формирования антропологических особенностей тогдашнего населения Белоруссии с историческими процессами. Он первый в антропологии отметил роль социально-экономических факторов в физическом развитии населения, обобщая данные быта, труда и питания полешуков. По его словам, «мнение о дурном влиянии условий жизни на антропологический тип белорусов не может считаться слишком априорным и смелым». Первым высказал гипотезу, что из-за изолированности отдельных местностей Белоруссии здесь существует возможность сохранения древнего антропологического типа. И ействительно, различий между белорусскими популяциями меньше, чем между популяциями украинскими, и значительно меньше, нежели между популяциями русскими ― менее 1 %, то есть это скорее единый народ, а не совокупность популяций.
К. Иков, как и многие исследователи того времени, относил предков славян к белокурой и долихоцефальной, так называемой германской расе, сформировавшейся в Северной Европе. Он считал, что за столетия первоначальный славянский тип изменился под влиянием среды и скрещивания с соседними расами. Поэтому поездка в Белоруссию его весьма занимала. Но если Иков только предполагал сохранение в белорусских местностях древнего светлопигментированного белокурого типа, то в дальнейшем некоторые антропологи, этнографы и генетики пошли дальше и предположили, что в южных регионах Белоруссии находится прародина славян. Эта версия в тех или иных видах сохранилась и поныне. Согласно генетическим исследованиям разнообразия мтДНК и Y-хромосомы, выборка восточного и западного Полесья представляет собой несколько отличную от других группу. Отличается это население и по некоторым антропологическим признакам.
Статьи К. Н. Икова
- Заметка по кефалометрии белорусов сравнительно с велико- и малорусами (предварительное сообщение) // Известия Императорского общества любителей естествознания, антропологии и этнографии, состоящего при императорском Московском университете. — Т. LXVIII: Труды Антропологического отдела. — Т. XII, вып. 4: Дневник Антропологического отдела. — М., 1890. — С. 99-106.
- К антропологии караимов // Караимская жизнь. — 1912. — No 12. — С. 36-43.
- К краниологии татар южного берега Крыма // Известия Императорского общества любителей естествознания, антропологии и этнографии, состоящего при императорском Московском университете. — Т. LXXI: Труды Антропологического отдела. — Т. XIII, вып. 1: Дневник Антропологического отдела. — М., 1891. — С. 3-6.
- Об инородцах южной полосы Сибири в антропологическом отношении / К. Н. Иков // Известия Императорского общества любителей естествознания, антропологии и этнографии, состоящего при императорском Московском университете. — Т. XLIX, вып. 3: Протоколы заседания Антропологического отдела общества с 4 декабря 1881 г. по 1886-й г. — М., 1886. — С. 177—178.
- Об украшениях и уродованиях у различных народов // Известия Императорского общества любителей естествознания, антропологии и этнографии, состоящего при императорском Московском университете. — Т. XLVII, вып. 2: Воскресные объяснения коллекций Политехнического музея (год девятый) (1885—1886 годы). — М., 1886. — С. 35-40.
- Отчет по экспедиции в Белоруссию летом 1886 г. // Известия Императорского общества любителей естествознания, антропологии и этнографии, состоящего при императорском Московском университете. — Т. LI, вып. 1: Годичное заседание 15 октября 1886 г. Устав Общества и Список членов. — М., 1887. — С. 17-19.
- О ходе работ по собиранию антропографических сведений о населении России // Известия Императорского общества любителей естествознания, антропологии и этнографии, состоящего при императорском Московском университете. — Т. XLIX, вып. 3: Протоколы заседания Антропологического отдела общества с 4 декабря 1881 г. по 1886-й г. — М., 1886. — С. 235—236.
- Предварительный отчет по экспедиции в Белоруссию и Литву летом 1886 г. // Известия Императорского общества любителей естествознания, антропологии и этнографии, состоящего при императорском Московском университете. — Т. XLIX, вып. 5: Протоколы заседаний Антропологического отдела общества с 4 декабря 1881 г. по 1886-й г. — М., 1890. — С. 720—724.
- Программа антропологической поездки в Белоруссию и Литву // Известия Императорского общества любителей естествознания, антропологии и этнографии, состоящего при императорском Московском университете. — Т. XLIX, вып. 5: Протоколы заседаний Антропологического отдела общества с 4 декабря 1881 г. по 1886-й г. — М., 1890. — С. 592—594.
- Сообщение о раскопках могильника в селе Кузьминском, Рязанского уезда // Труды Рязанской ГУАК. — T. IV, вып. 9. — Рязань, 1890. — С. 184—187.

## Семья
Жена ― учительница музыки, дочь богатого ярославского помещика, сестра народовольца А. И. Иванчина-Писарева. Из пятерых детей выжили двое: дочь Виктория и сын Владимир Иков. К. Иков уходил из семьи, но, как вспоминал сын, «вернулся к нам умирать, умирать медленно, мучительно, в течение почти четырёх лет…». Сын характеризовал его как «сложнейшего человека».